# Fl 282直昇機
Fl 282直昇機是德國人安通.費拿在第二次世界大戰時為納粹德國海軍研製的艦載直昇機，安通.費拿及其費拿飛機公司（Flettner）原本是研製旋翼機，安通.費拿就是從旋翼機的基礎之上研發出Fl 282所使用的交差反轉式旋翼系統，Fl 282可用於偵察、反潛和運輸等多種用途。
德國人稱呼Fl 282直昇機為「蜂鳥」。

## 基本資料
- 乘員：1人
- 長度：6.65米
- 高度：2.2米
- 旋翼直徑：11.96米
- 空重：760公斤
- 最大起飛重量：1000公斤
- 最快速度：150公里/小時
- 最遠航程：170公里
- 最高昇限：3300米
- 發動機：1俱Sh-14型7汽缸風冷式發動機（馬力=160匹）
- 武裝：無

## 型號
- Fl 282V1/7：原型機
- Fl 282A-1：單座海軍型，作為水面軍艦的艦載機，駕駛艙有外殼保護飛行員
- Fl 282A-2：原本計劃用於潛艇但後來被取消
- Fl 282B-1/B-2：陸軍雙座偵察機型，其前方駕駛艙是開放式無外殼，飛行員祇用安全帶綁於座椅上

## 設計特點

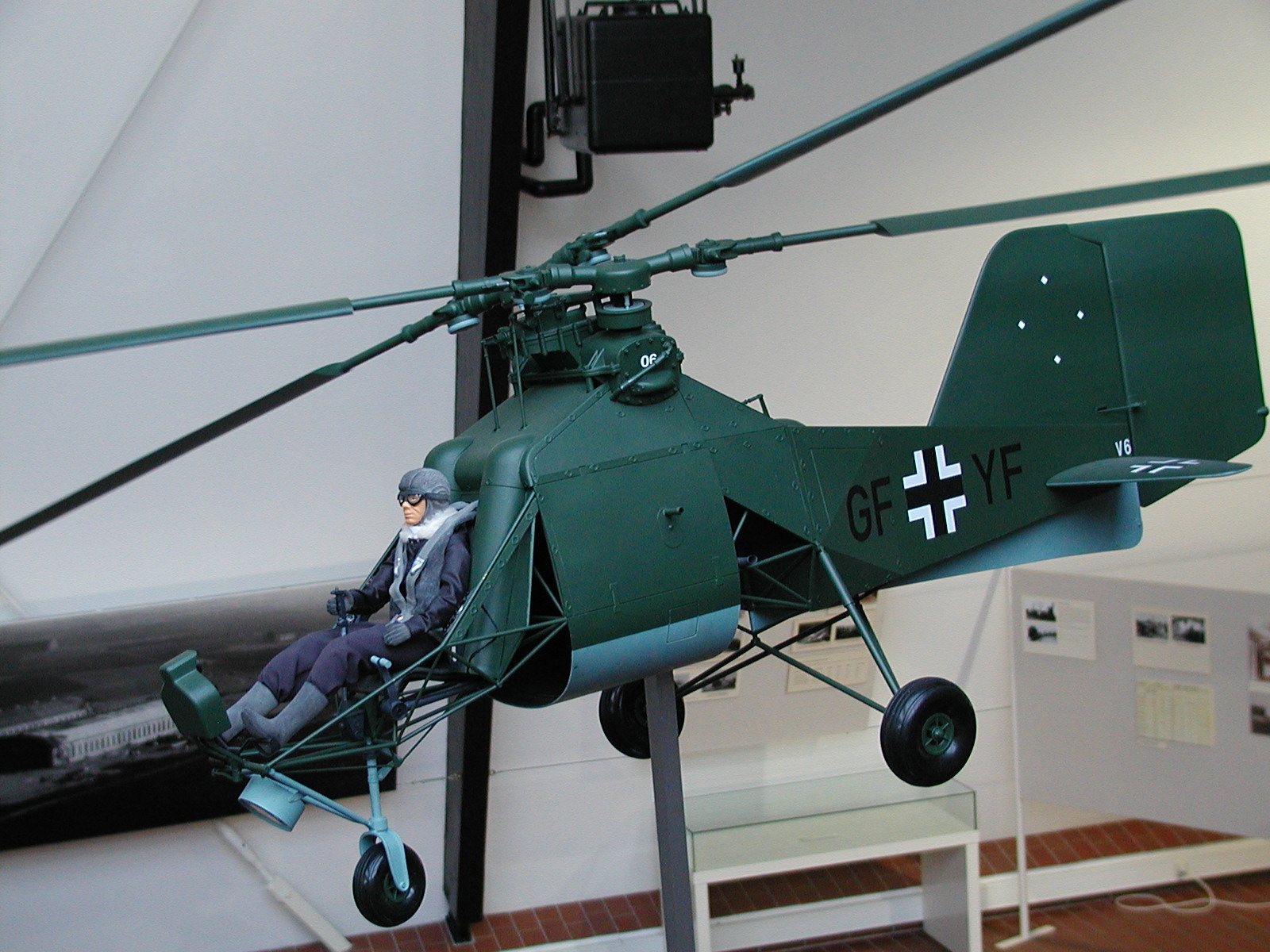
Fl 282直昇機模型，注意此架無駕駛艙外殼

### 何謂「交差反轉式旋翼直昇機」
凡是直昇機都要解決發動機對機身施加的反向扭力問題，否則坐在機內的機員和乘客會被這股反向扭力所造成的機身打轉而弄至頭昏眼花，這根本無法乘坐，解決方法就是要把這股反轉扭力抵消掉，最常用的方法叫「尾螺旋槳式直昇機」，也就是在機尾加上一個小螺旋槳，再從發動機分一些動力去帶動它轉動，從而產生另一股反向扭力把這股對機身的反向扭力抵消掉。
交差反轉式旋翼又是另一個方法去把這股對機身的反向扭力抵消掉，這是用兩個互相反轉的旋翼，當它們轉動時各自產生的反向扭力會互相抵消對方，這種設計的直昇機，其發動機輸出會全部用於推動整架直昇機而不會浪費一些用於反扭力，其機尾也抵是普通的飛機尾設計而無需長的螺旋槳機尾，適合船艦上狹窄的飛機庫存放。
除了交差反轉式旋翼，另一種被稱為「同軸反轉式螺旋槳直昇機」（主要是蘇聯卡莫夫設計局的Ka系列直昇機）也有這個效果，但交差反轉式的設計比較簡單。
交差反轉式旋翼直昇機的兩個反轉旋翼都是左右並排，為了彼此都不會在轉動時碰撞，它們都會以一個斜角傾斜以盡可能避開對方而且祇會用兩片旋翼。

## 實戰
Fl 282是一種海軍艦載直昇機，納粹德國海軍為了測試其艦上起降測試，特意在輕巡洋艦科隆號第二號炮塔加上一個4米乘4米的起降平台，1942年開始作艦載起降測試，初期Fl 282在海況不佳之下起飛困難，經過一系列改良才可解決，之後在夜晚也能從艦上昇降，同年10月，Fl 282和Fw 190戰鬥機作模擬空戰，Fl 282借助低空飛行能力令Fw 190攻擊困難，這令納粹德國海軍滿意而下了要生產15架早型試驗型和30架量產型的訂單。
1943年，24架Fl 282已被生產出來，納粹德國海軍把它們用於地中海、北海和波羅的海，作為艦載運輸和反潛直昇機，Fl 282反潛時首先會偵察海面，一旦發現盟軍潛艇就會把發煙器投入潛艇所在的水中去標定其位置，並通知水面軍艦前來反潛，在北海和波羅的海等北方海域較為困難發現盟軍潛艇，但在南方的地中海，Fl 282的飛行員能看到水下40米深處的盟軍潛艇。
納粹德國陸軍看到海軍使用Fl 282的成功也訂購，陸軍是把Fl 282作為低空偵察機，尤其用來偵察炮兵彈著，為此還在其機身後方加上一個偵察兵的座位。
1945年，柏林戰役期間也有蘇軍戰鬥機和高射炮擊落過Fl 282。
二戰後，美國取得了Fl.282-V15和Fl.282-V23，而蘇聯也取得一架Fl.282，這三架是僅存的實物。

## 使用國家

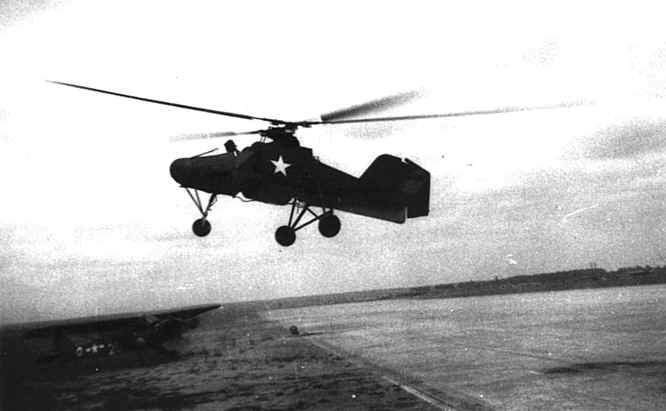
二戰後被美國人找到並作飛行測試的Fl 282直昇機

- 德意志國
- 美国
- 苏联

## 外部連結
- Flettner Fl282 Kolibri（页面存档备份，存于）
- Flettner Fl-282 V23 Kolibri captured by USAAF（页面存档备份，存于）